# Menabe

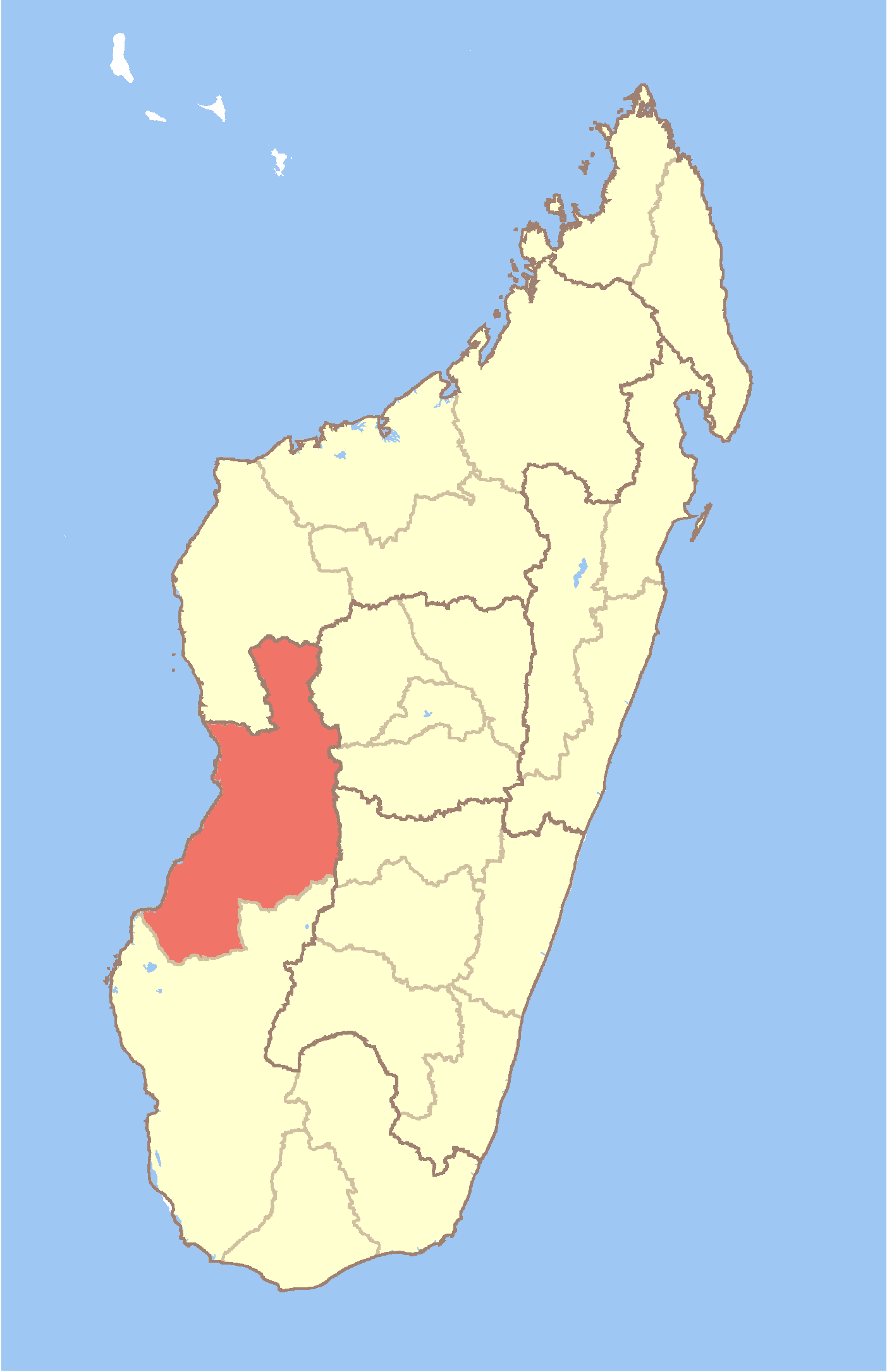

Menabe é uma região de Madagáscar localizada na província de Toliara. Sua capital é a cidade de Morondava.